# Asámský latex
Asámský latex je komerční označení pro latex, který se těží nařezáváním kůry fíkovníku pryžodárného (Ficus elastica). Tento latex obsahuje 10–30 % kaučuku. Dají se z něj vyrábět pneumatiky, rukavice, hračky či sportovní potřeby.[zdroj?] Fíkovník pryžodárný se dříve pěstoval na plantážích v jihovýchodní Asii. Díky malému obsahu kaučuku však většina plantáží zkrachovala.